# Меривезер, Ли
Ли Меривезер (англ. Lee Meriwether, род. 27 мая 1935) — американская актриса и бывшая модель, двукратный номинант на премии «Золотой глобус» и «Эмми», победительница конкурса «Мисс Америка» в 1955 году.

## Жизнь и карьера
Ли Меривезер родилась в Лос-Анджелесе, штат Калифорния, а выросла в Сан-Франциско, где окончила среднюю школу. Во время обучения в колледже Ли Меривезер участвовала в нескольких конкурсах красоты. Она занимала первые места в конкурсах «Мисс Сан-Франциско», «Мисс Калифорния» и в конце концов «Мисс Америка». После она начала карьеру в новостном телешоу Today, а в 1959 году дебютировала на большом экране, сыграв главную женскую роль в фильме «Человек из четвёртого измерения». В 1966 году она сыграла роль Женщины-кошки в первом полнометражном фильме о «Бэтмене».
Ли Меривезер добилась наибольшей известности по своей роли частного детектива Бетти Джонс в телесериале «Барнаби Джонс», где она снималась с 1973 по 1980 год. Она появилась во всех восьми сезонах шоу и получила две номинации на премию «Золотой глобус» за лучшую женскую роль в телевизионном сериале — драма и одну на «Эмми». После она снялась в комедийном сериале «Новая семейка монстров» в 1988—1991 годах, а также появилась в ряде популярных шоу, таких как «Она написала убийство», «Прикосновение ангела» и «Отчаянные домохозяйки».
Ли Меривезер была замужем дважды, у неё двое детей от первого брака.

## Избранная фильмография
| Год  |   | Русское название      | Оригинальное название | Роль  |
| ---- | - | --------------------- | --------------------- | ----- |
| 2012 | с | Отчаянные домохозяйки | Desperate Housewives  | Дорис |